# Tricalysia micrantha
Tricalysia micrantha är en måreväxtart som beskrevs av William Philip Hiern. Tricalysia micrantha ingår i släktet Tricalysia och familjen måreväxter. Inga underarter finns listade i Catalogue of Life.